# Polonia en los Juegos Paralímpicos de Vancouver 2010
Polonia estuvo representada en los Juegos Paralímpicos de Vancouver 2010 por un total de doce deportistas, nueve hombres y tres mujeres.

## Medallistas
El equipo paralímpico polaco obtuvo las siguientes medallas:
| Nombre             | Deporte        | Evento                |
| ------------------ | -------------- | --------------------- |
| Oro                |                |                       |
| —                  |                |                       |
| Plata              |                |                       |
| —                  |                |                       |
| Bronce             |                |                       |
| Katarzyna Rogowiec | Esquí de fondo | 15 km de pie femenino |